# Einheitsfront der Zahnärzte
Die Einheitsfront der Zahnärzte wurde am 24. Juni 1933 von 38 führenden deutschen Zahnarztprofessoren in Leipzig auf Initiative des späteren Reichszahnärzteführers Ernst Stuck gegründet, um sich dem nationalsozialistischen „Führerprinzip“ zu verpflichten. Mit dieser Erklärung bestätigten die Anwesenden Stuck in seiner Führerrolle. Zudem wurde Otto Loos zum zahnärztlichen Reichsdozentenführer bestimmt. Alle Heilberufe – also Ärzte, Apotheker, Zahnärzte und Dentisten – wurden in die Deutsche Arbeitsfront (DAF) eingegliedert.
18 Mitglieder waren bereits im Frühjahr 1933 der NSDAP beigetreten, neun folgten in den späteren Jahren. Fünf traten der SS bei, neun der SA. 14 Mitglieder waren auch Mitglieder des Nationalsozialistischen Deutschen Dozentenbunds, neun der Nationalsozialistischen Volkswohlfahrt, acht des Nationalsozialistischen Lehrerbunds, acht des Reichsluftschutzbundes, sieben des Nationalsozialistischen Deutschen Ärztebunds, vier des Nationalsozialistischen Altherrenbunds (NSAHB), drei des Nationalsozialistischen Kraftfahrkorps und zwei der Hitlerjugend (HJ). Es wurden drei Mitgliedschaften im Nationalsozialistischen Deutschen Studentenbund und je eine Mitgliedschaft im Nationalsozialistischen Fliegerkorps, im Reichskolonialbund (RKB) und im Reichsbund der Deutschen Beamten (RDB) festgestellt.
Das Bekenntnis der Professoren an den deutschen Universitäten und Hochschulen zu Adolf Hitler und dem nationalsozialistischen Staat folgte am 11. November 1933 zur Feier der „nationalsozialistischen Revolution“ des Jahres auf einer Festveranstaltung im Krystallpalast in Leipzig als Gelöbnis von etwa 900 deutschen Gelehrten, darunter die Zahnmediziner Hans Fliege, Edwin Hauberrisser, Hans Rebel und Joachim von Reckow.

## Mitglieder
| Name                   | Geboren | Hochschulrang               |
| ---------------------- | ------- | --------------------------- |
| Georg Axhausen         | 1877    | ordentlicher Professor      |
| Wilhelm Dieck          | 1867    | ordentlicher Professor      |
| Hermann Euler          | 1878    | ordentlicher Professor      |
| Heinrich Fabian        | 1889    | außerordentlicher Professor |
| Karl Falck             | 1884    | außerordentlicher Professor |
| Carl Fritsch           | 1882    | außerordentlicher Professor |
| Karl Greve             | 1897    | außerordentlicher Professor |
| Karl Hauenstein        | 1887    | außerordentlicher Professor |
| Hans Heinroth          | 1895    | ordentlicher Professor      |
| Alexander Albin Hentze | 1871    | ordentlicher Professor      |
| Emil Herbst            | 1872    | außerordentlicher Professor |
| Eduard Hille           | 1873    | außerordentlicher Professor |
| Otto Hübner            | 1876    | außerordentlicher Professor |
| Rudolf Kleeberg        | 1892    | Privatdozent                |
| Adolf Klughardt        | 1886    | ordentlicher Professor      |
| Peter-Paul Kranz       | 1884    | außerordentlicher Professor |
| Otto Loos              | 1871    | ordentlicher Professor      |
| Rudolf Müller          | 1886    | ordentlicher Professor      |
| Josef Münch            | 1894    | außerordentlicher Professor |

| Name                       | Geboren | Hochschulrang               |
| -------------------------- | ------- | --------------------------- |
| Hermann Peckert            | 1876    | ordentlicher Professor      |
| Heinrich Pfaff             | 1870    | ordentlicher Professor      |
| Eduard Precht              | 1893    | außerordentlicher Professor |
| Friedrich Wilhelm Proell   | 1881    | ordentlicher Professor      |
| Hans-Hermann Rebel         | 1889    | ordentlicher Professor      |
| Johannes Reinmöller        | 1877    | ordentlicher Professor      |
| Matthäus Reinmöller        | 1886    | außerordentlicher Professor |
| Oskar Römer                | 1866    | ordentlicher Professor      |
| Wolfgang Rosenthal         | 1882    | außerordentlicher Professor |
| Curt Scheidt               | 1901    | Privatdozent                |
| Hans Schlampp              | 1900    | Privatdozent                |
| Karl Friedrich Schmidhuber | 1895    | Privatdozent                |
| Friedrich Schoenbeck       | 1878    | außerordentlicher Professor |
| Hermann Schröder           | 1876    | ordentlicher Professor      |
| Eugen Wannenmacher         | 1897    | außerordentlicher Professor |
| Rudolf Weber               | 1894    | außerordentlicher Professor |
| Paul Gerhard Weissenfels   | 1890    | außerordentlicher Professor |
| Paul Wustrow               | 1890    | ordentlicher Professor      |
| Karl Zilkens               | 1876    | ordentlicher Professor      |

Für die Mehrheit der Mitglieder der Einheitsfront der Zahnärzte erwies sich die Teilnahme als karrierefördernd. Die Gruppe der jüngeren Hochschullehrer (unter 40) und diejenigen, die der SS und der NSDAP beigetreten waren, profitierten mehr als die anderen. Karriere-Rückschläge wurden vor allem von Dozenten erlebt, die entweder später als politisch unzuverlässig angesehen wurden oder – obwohl sie Nationalsozialisten waren – innerhalb der NSDAP in Machtkämpfe gerieten. Wer im Dritten Reich seine Karriere ausweiten konnte, fand nach der Entnazifizierung auch wieder den Weg zum Erfolg im Nachkriegsdeutschland.